# Мґово
Мґово (пол. Mgowo) — село в Польщі, у гміні Плужниця Вомбжезького повіту Куявсько-Поморського воєводства.
Населення — 482 особи (2011).

## Демографія
Демографічна структура станом на 31 березня 2011 року:
|          | Загалом | Допрацездатний вік | Працездатний вік | Постпрацездатний вік |
| -------- | ------- | ------------------ | ---------------- | -------------------- |
| Чоловіки | 256     | 60                 | 177              | 19                   |
| Жінки    | 226     | 55                 | 128              | 43                   |
| Разом    | 482     | 115                | 305              | 62                   |